# AK-176
Das AK-176 (Die Abkürzung AK steht für Артиллерийский комплекс (Artillerijskij kompleks; dt.: Artilleriekomplex)) ist ein einläufiges Marinegeschütz vom Kaliber 76,2 mm. Es wurde in der Sowjetunion entwickelt und steht bis heute im Dienst der russischen Marine.

## Geschichte
Ende der 1960er-Jahre stieg der Bedarf der sowjetischen Marine nach einem neuen vollautomatischen Marinegeschütz, das auch auf kleinen Schiffen installiert werden konnte. Es sollte Schiffe in einer Entfernung von 8 bis 12 km bekämpfen können, da in dieser kurzen Reichweite die Seezielflugkörper nicht operieren konnten. Zudem sollte das Geschütz gegen Luft und Landziele einsetzbar sein. Dies führte zur Entwicklung des AK-176.

### Entwicklung
Die Entwicklung des Geschützes begann 1969. Erstmals wurde ein Prototyp mit dem Namen A-221 von April bis Juli des Jahres 1977 getestet. Anfang 1979 wurde das Geschütz erstmals zu Testzwecken auf einem Schiff der Tarantul-Klasse installiert. Nach den erfolgreichen Tests zu Beginn des Jahres wurde das Geschütz Mitte 1979 unter der Bezeichnung AK-176 offiziell in die Bewaffnung der sowjetischen Marine aufgenommen. Die Serienproduktion erfolgte in einem Maschinenbauwerk in Gorki (heute Nischni Nowgorod). Das AK-176 wurde in den folgenden Jahren auf fast allen kleineren Schiffen sowjetischer Produktion installiert. Tests zeigten, dass das Geschütz auch gegen tieffliegende Marschflugkörper und Seezielflugkörper eingesetzt werden kann. Es gelang mehrmals, einen für Testzwecke entwickelten Harpoon-Nachbau abzuschießen.

## Konstruktion

### AK-176
Das AK-176 verfügt über einen Lauf des Kalibers 76,2 mm. Es ist ein vollautomatisches Mehrzweckgeschütz, das für den Einsatz auf kleineren Schiffen wie Korvetten oder Tragflügelbooten ausgelegt ist. Das AK-176 kann gegen Seeziele, Landziele und gegen Flugzeuge, tieffliegende Marschflugkörper und Seezielflugkörper eingesetzt werden. Die Kadenz des Geschützes ist einstellbar. Zur Option stehen 30, 60 oder 120 bis 130 Schuss/min. Die maximale ballistische Reichweite liegt bei 15.700 m. Das Rohr ist seewassergekühlt.
Die Feuerleitung erfolgt durch das Feuerleitradar MR-123/175. Das Geschütz kann wahlweise vollautomatisch durch das Radar, halbautomatisch (wobei der Schütze vom Radar unterstützt wird) oder manuell (wobei der Schütze selbst optisch zielen muss) bedient werden.

### AK-176M
Das AK-176M arbeitet mit dem später entwickelten Feuerleitradar MR-123/176. Dieses verfügt über eine Reichweite von 45 km, bei Störung durch den Feind soll die Reichweite immer noch bei 30 km liegen. Zusätzlich wird das Radar von Kameras und Laser-Entfernungsmessern unterstützt. Das Geschütz selbst blieb unverändert.

## Plattformen
- Projekt 775M
- Grischa-V-Klasse (Projekt 1124M)
- Gepard-Klasse (Projekt 11661)
- Nanuchka-III-Klasse (Projekt 1234.1)
- Projekt 1239
- Tarantul-Klasse (Projekt 1241)
- Pauk-Klasse (Projekt 1241.2)